# 82 Alkmene
82 Alkmene este un asteroid din centura principală, descoperit pe 27 noiembrie 1864, de Robert Luther.